# Tutto quello che ho (Francesca Michielin)
Tutto quello che ho è un singolo della cantante italiana Francesca Michielin, pubblicato il 16 novembre 2012 come secondo estratto dal primo album in studio Riflessi di me

## Descrizione
Il brano, caratterizzato da sonorità pop rock, vede la partecipazione in scrittura di Elisa e la composizione di Gianluca Ballarin assieme a Tynesia Le Blanc.
La canzone, rappresentante l'amore donando totalmente se stessi all'altro, ruota attorno alla consapevolezza degli errori commessi e della propria fragilità, successivamente trasformati in forza e coraggio.

## Video musicale
Il videoclip, diretto da Marco Salom, è stato trasmesso in anteprima televisiva su Sky Uno HD il 16 novembre 2012 e pubblicato sul canale YouTube della cantante il 22 novembre 2012. Il video è stato girato per le strade di Los Angeles.

## Tracce
Testi di Elisa Toffoli, musiche di Gianluca Ballarin e Tynesia Le Blanc.
1. Tutto quello che ho – 4:03

## Formazione
- Francesca Michielin - voce, cori
- Gianluca Ballarin - tastiera, programmazione
- Andrea Rigonat - chitarra
- Francesco Cainero - basso
- Andrea Fontana - batteria